# 2009年度香港名牌選舉得獎名單
2009年度香港名牌選舉及2009年度香港服務名牌選舉由香港品牌發展局和香港中華廠商聯合會聯合主辦，共頒發29個獎項，包括15個「香港名牌選舉」的製造商品牌及14個「香港服務名牌選舉」服務商品牌。
除了頒發「香港名牌」及「香港服務名牌」外，是屆亦有頒發「最具潛質品牌」、「香港卓越名牌」、「香港名牌十年成就獎」、「最具潛質服務品牌」、「香港卓越服務名牌」。

## 獲獎名單

### 香港名牌選舉
香港名牌
- 茲曼尼
- 青洲英坭
- 蛋撻王
- 南北行
- 安記
- 保心安
- 維新烏絲素
- 灣仔碼頭
- 英記茶莊

香港卓越名牌
- 美時
- 海馬牌

最具潛質品牌
- 泰昌餅家

香港名牌十年成就獎
- 鱷魚恤
- 刀嘜
- 獅球嘜

### 香港服務名牌選舉
香港服務名牌
- Ambassador大使花禮
- 鐳射
- 龍皇酒家
- 東瀛遊
- 香港國際機場
- Market Place by Jasons
- 海皇粥店
- 理大護眼
- 信和管業優勢
- 儲存易迷你倉集團

香港卓越服務名牌
- 卓悅
- 六福珠寶
- 惠康

最具潛質服務品牌
- 魚米家